# 李聯芳 (嘉靖進士)
李聯芳（1505年—？），字伯實，號陽屏，陝西漢中府金州洵陽縣民籍，江西吉安府吉水縣人，明朝政治人物。

## 生平
嘉靖元年（1522年）壬午科陝西鄉試第五十五名舉人，八年（1529年）中式己丑科會試第六名，二甲第七名進士。

## 家族
曾祖李復有；祖父李善明，吉州學正；父李瑜，廣西布政使司右參政。母羅氏。具慶下。兄李聯輝，弟李聯璧、李聯治、李聯寀。